# Forum Frohner

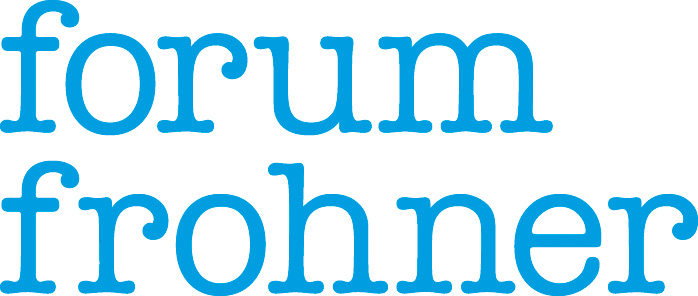

Das Forum Frohner ist ein Kunstmuseum am Minoritenplatz in Stein an der Donau, ein Stadtteil der niederösterreichischen Stadt Krems an der Donau. Das nach dem Künstler Adolf Frohner benannte Museum wurde 2007 eröffnet und befindet sich in einem Bau des Architekten Lukas Göbl, der auf dem Areal des ehemaligen Minoritenklosters errichtet wurde. Betrieben wird das Museum von der Kunstmeile Krems Betriebsges.m.b.H.
Im Zentrum der Ausstellungsaktivitäten steht das künstlerische Schaffen von Adolf Frohner, das in wechselnden Ausstellungen mit nationalen wie internationalen Künstler(inne)n eine Gegenüberstellung findet. In den ersten zehn Jahren fanden über 25 Ausstellungen mit mehr als 200 nationalen und internationalen Künstlern statt.

## Programmatik
Das Adolf Frohner gewidmete Forum Frohner ist eine Ausstellungsplattform, die dem Wunsch des Künstlers folgt, hier einen Ort der Begegnung zu schaffen. Der Diskurs zwischen künstlerischen Positionen und die Debatte über aktuelle gesellschaftliche Fragestellungen stehen im Zentrum. Die Anlage des 2007 realisierten Baus, der sich als White Cube zum architektonischen Ensemble des historischen Minoritenplatzes hin öffnet, verweist auf diesen inhaltlichen Akzent des Forum Frohner.
Im Forum Frohner werden daher aus dem Werk und Wirken Adolf Frohners impulsgebende Themenbereiche aufgegriffen und in wechselnden Präsentationen mit nationalen und internationalen Positionen der gleichen Zeit sowie Aspekten der Gegenwartskunst in Beziehung gesetzt. Zum einen wird dabei das bildnerische Schaffen Adolf Frohners neu beleuchtet, zum anderen entsteht durch die Auseinandersetzung mit seinem Denken ein Raum, in dem man sich außerhalb des Getriebes auf unentdeckte Zusammenhänge, Tendenzen, Korrelationen und gesellschaftliche Fragestellungen konzentrieren kann. Der Bogen der Ausstellungen spannt sich von Einzelpräsentationen bis zu Gruppenausstellungen und thematischen Ansätzen und umfasst Positionen der Nachkriegsmoderne ebenso wie zeitgenössische und junge Tendenzen.
Die Ausstellungstätigkeit wird durch einen wissenschaftlichen Diskurs in Form von Symposien, Gesprächsrunden und Round Tables vertieft. Begleitende internationale Expertengespräche sowie Veranstaltungen aus den Bereichen Film, Literatur, Philosophie und Musik im Zusammenspiel mit aktuellen Ausstellungen erweitern das inhaltliche Spektrum.

## Geschichte
Das Forum Frohner wurde 2007 eröffnet und ist ein Bau des Architekten Lukas Göbl, der sich als zeitgenössischer White Cube in das Ensemble des Minoritenklosters einfügt und gemäß der Idee des Forums (seit der Antike ein Platz/Marktplatz/Treffpunkt) als Ort des Gesprächs und Diskurses zum Minoritenplatz hin offen gestaltet ist.
Im Kontext der Kunstmeile Krems, die ab 2019 neben der Kunsthalle Krems mit der Dominikanerkirche, dem Karikaturmuseum Krems und der Minoritenkirche auch die Landesgalerie Niederösterreich umfasst, versteht sich das Forum Frohner als Ausstellungs- und Veranstaltungsplattform, die durch ihr besonderes Flair und die intime Architektur sowie Frohners Widmung ein offener (Denk-)Raum sein kann. In der Publikation Fünf Jahre Forum Frohner schreibt Dieter Ronte, von 2007 bis 2015 künstlerischer Direktor des Hauses, dazu: „Adolf Frohner wollte dezidiert kein eigenes Museum (nur für tote Künstler), sondern ein Forum, in dem spannende kulturelle Arbeit geleistet werden kann.“ Ebendort schreibt Lukas Göbl zur Architektur: „Die betont einfachen und authentischen Materialien und Formen rufen die ‚Rauheit‘ und ‚subtile Brutalität‘ der Kunst Adolf Frohners in Erinnerung.“ So bleibt Adolf Frohners Ideenwelt in der Programmatik und der Architektur spürbar.

### Künstlerische Leitungen
- 2007–2015: Dieter Ronte
- seit 2015: Elisabeth Voggeneder

## Architektur

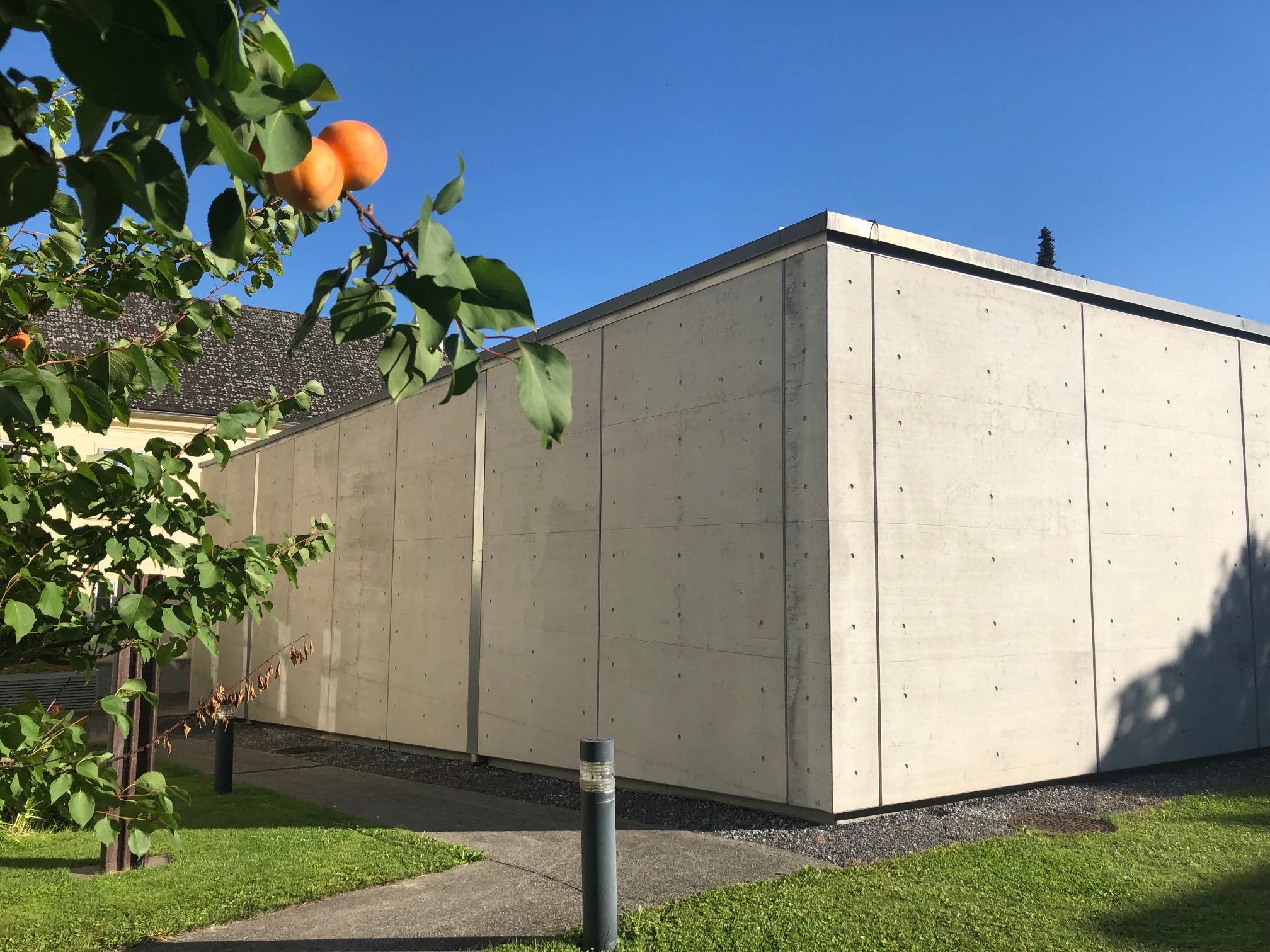
Rückseite des fensterlosen Forum-Frohner-Gebäudes

Für den Bau erscheint die Synthese von historischer Architektur und zeitgenössischem Anspruch charakteristisch. Das Forum Frohner ist schlicht gehalten, geometrisch und einfach. Auf alles Überflüssige wurde verzichtet, auch Fenster gibt es keine. Die Beleuchtung erfolgt mit steuerbarem Kunstlicht. Farbe und Materialien nehmen Bezug auf die Minoritenkirche ebenso wie auf Frohners Arbeit. So erinnert die Heradesign-Platte der Decke an Frohners Matratzenbilder, während die graue Farbigkeit des Magnesia-Terrazzo-Bodens die reduzierte Koloristik der Minoritenkirche reflektiert.

## Ausstellungen
- 27. Mai bis 7. Oktober 2018:  Eva und die Zukunft. reloaded. Hommage an Werner Hofmann (part 2)
- 15. Oktober 2017 bis 8. April 2018: Fokus Frohner. Die Sammlung Gabriel
- 21. Mai bis 1. Oktober 2017: Hommage an Werner Hofmann (part 1) Biennale des Jeunes de Paris 1967
- 20. November 2016 bis 9. April 2017: Das Abenteuer Wirklichkeit
- 22. Mai bis 6. November 2016: Rot ich weiß Rot. Kritische Kunst für Österreich
- 14. Februar bis 26. März 2016: Sequenz & Polyvalenz. Friedrich Cerha
- 11. Oktober 2015 bis 31. Januar 2016: Das Prinzip Collage
- 10. Mai bis 27. September 2015: Nach Picasso. Auf Spurensuche in der jungen österreichischen Kunst
- 7. September bis 6. April 2015: Blutorgel. Adolf Frohners Anfänge im Wiener Aktionismus
- 18. Mai 2015 bis 24. August 2014: Aktionistinnen
- 20. Oktober 2013 bis 23. März 2014: Essen in der Kunst. Genuss und Vergänglichkeit
- 18. Mai bis 29. September 2013: Adolf Frohner. Psycholandschaften
- 24. März bis 14. April 2013: New Frontiers. Zeichen (Externes Projekt)
- 21. Oktober 2012 bis 17. März 2013: Gesellschaft mit beschränkter Schönheit. Adolf Frohner. Das plastische Werk
- 13. Mai bis 30. September 2012: Im blauen Dunst. Tabak in der Kunst
- 16. Oktober 2011 bis 15. April 2012: Glanz und Elend der Moderne. Padhi Frieberger
- 12. Juni bis 2. Oktober 2011: Magischer Abfall. Metamorphosen des Alltags in der Kunst
- 27. März bis 29. Mai 2011: Wilde Zeichen. Graffiti in der Kunst
- 10. Oktober 2010 bis 13. März 2011: Bacchus
- 18. Juli bis 3. Oktober 2010: Les Femmes Fatales
- 28. März bis 4. Juli 2010: Vagabundierende Gedanken. Adolf Frohner
- 11. Oktober 2009 bis 14. März 2010: Schönheit des Hässlichen
- 12. Juli bis 4. Oktober 2009: Chili con Carne. Eine Gegenausstellung
- 15. März bis 21. Juni 2009: Alfred Hrdlicka. Der Maler und Zeichner
- 28. September 2008 bis 1. März 2009: Ein Vehikel irgendwo. Joseph Beuys – die Multiples
- 29. Juni bis 14. September 2008: Dem Bild die Gedärme herausreißen. Adolf Frohner
- 30. März bis 15. Juni 2008: Welch tiefes, schwankendes Ding. Adalbert Stifter und Adolf Frohner
- 30. September 2007 bis 24. Februar 2008: Zufälle, die ich provoziere. Adolf Frohner